# Metal symfoniczny
Metal symfoniczny jest podgatunkiem metalu, który można określić jako łączący w sobie bogatą instrumentację lub chóry z metalowymi riffami, rytmami i konstrukcjami utworów. Stosowane tu techniki gry, kompozycji i aranżacji utworów nie są charakterystyczne dla żadnego innego podgatunku metalu lub są mieszanką różnych podgatunków tegoż. Pierwszoplanowi wokaliści śpiewają często zgodnie z klasyczną techniką operową (Nightwish, Epica, Within Temptation).
Istotne jest tutaj, że termin „symfoniczny” nie oznacza obecności orkiestry symfonicznej, ale jest raczej określeniem symfonii między metalowymi gitarami a innymi instrumentami. Elementy muzyki poważnej są zwykle bardzo ograniczone.

## Charakterystyka

### Muzyka
Symfoniczny metal jako gatunek wywodzi się głównie z power metalu i wczesnego gothic metalu. W przypadku tego pierwszego zostały dodane bogate instrumentacje orkiestrowe i chóry (Rhapsody). W przypadku drugiego, instrumentacje zostały wzbogacone, klimat stał się bardziej neutralny, treści odeszły od typowej gotyckiej estetyki (Therion, Within Temptation).
Metalowa część tego gatunku charakteryzuje się średnimi jak na metal tempami. Efekty przesteru gitar są oczywiście obecne, jednak nie są zbyt mocne, aby nie zagłuszać innych instrumentów. Symfoniczny metal związany z konkretnym podgatunkiem metalu będzie się charakteryzował technikami typowymi dla tego podgatunku. Jednak zespołom takim, jak Therion (okres symfoniczny), trudno przypisać brzmienie pasujące do jakiegokolwiek konkretnego podgatunku metalu.
Symfoniczna część gatunku to przede wszystkim niebanalne aranżacje innych instrumentów i chórów. Ważne jest tu częste wychodzenie na pierwszy plan lub współbrzmienie z gitarami. Niektóre zespoły tworzą też bogate i skomplikowane kompozycje na syntezatorach, a klawiszowcy popisują się solówkami (Nightwish, Rhapsody) lub duetami z gitarzystami.
Pierwszoplanowi wokaliści często stosują techniki klasyczne w swoim wokalu (Floor Jansen, Tarja Turunen, Fabio Lione, Simone Simons). Oprócz tego partie wokalne są wzbogacane przez chóry i różnorodne głosy. Czasami dodaje się również metalowy growling (Nightwish, Epica).

### Teksty
Teksty są bardzo zróżnicowane i zwykle odchodzą tematycznie od podgatunku metalu, który jest najbliższy danemu zespołowi i stanowi bazę do jego muzyki. Chociaż często utwory są epickie, a nawet całe albumy stanowią zwartą całość (album koncepcyjny), np. Rhapsody (większość płyt), Therion (album „Secret of the Runes”), Avantasia („Metal Opera” Part 1 & 2), Kamijo (album „Symphony of The Vampire”).

### Powstanie i rozwój
Symfoniczny metal w przeważającej części wywodzi się z power metalu i gothic metalu. Można też dodać death metal, ale z pewnym zastrzeżeniem. Pierwszy zespół, który stworzył bardzo bogaty symfoniczny metal – Therion, wprawdzie ma korzenie deathmetalowe, jednak niewiele z nich wniósł do swojej muzyki i stopniowo odchodził od tego gatunku.
Obok szwedzkiej grupy rozwijał się włoski zespół Rhapsody, który dodał do power metalu bogate klawisze i inne instrumenty. Wokalista stosował pewne techniki klasyczne. Ponadto ich albumy były epickie i stanowiły zwartą opowieść fantasy.
Druga połowa lat 90. przyniosła też takie zespoły jak Nightwish i Sirenia. Ci pierwsi charakteryzowali się pierwszoplanowym sopranem (Tarja Turunen) i bogatymi kompozycjami na klawiszach (zarówno w tle jak i pierwszoplanowe).
XXI wiek przyniósł dalszy rozwój gatunku. Można tu zwłaszcza wyróżnić holenderską szkołę symfonicznego metalu (Epica, After Forever, Within Temptation).

## Rodzaje symfonicznego metalu i ich przedstawiciele

### Właściwy symfoniczny metal
Łączy struktury kompozycyjne charakterystyczne dla metalu i muzyki klasycznej. Elementy klasyczne są bardzo rozbudowane, czasem pierwszoplanowe. W sesjach nagraniowych bierze udział klasyczna orkiestra, a także chór oraz wokaliści operowi. Orkiestra i chór zwykle występuje wraz z zespołem na koncertach. Przedstawiciele: Therion, Epica, At the Lake, Haggard.

### Symfoniczny black metal
Black metal z dodatkowymi aranżacjami instrumentalnymi i wokalnymi. Przedstawiciele: Dimmu Borgir, Emperor, Graveworm, Old Man’s Child, Vesania, Cradle of Filth.

### Symfoniczny power metal
Power metal z bogatymi instrumentacjami. Teksty zwykle są epickie o tematyce fantasy. Przedstawiciele: Rhapsody (Rhapsody of Fire), Dark Moor, Avantasia, Sonata Arctica, Versailles, Nightwish.

### Symfoniczny gothic metal
Gotycki metal, w którym ważną formą ekspresji są chóry i różnorodne instrumentacje. Przedstawiciele: Sirenia, Tristania, Within Temptation, Lacrimosa

### Symfoniczny death metal
Przedstawiciele: Septicflesh, Fleshgod Apocalypse